# Rotari, Prahova
Rotari este un sat în comuna Ceptura din județul Prahova, Muntenia, România.